# Орфей и Эвридика
Орфе́й и Эвриди́ка — сюжет древнегреческой мифологии о роковой любви Орфея и Эвридики.

## Сюжет
Аполлон дал своему сыну Орфею лиру и научил его играть на ней. Орфей играл с таким совершенством, что даже Аполлон был удивлён. Говорили, что ничто не могло устоять перед его прекрасными мелодиями, ни враги, ни звери. Даже деревья и камни были очарованы его музыкой.
Орфей влюбился в Эвридику, женщину уникальной красоты и грации, на которой он женился и прожил счастливо в течение короткого времени. Однако, когда Гименея пригласили благословить брак, он предсказал, что их счастье не будет длиться долго.
Вскоре после этого пророчества Эвридика блуждала по лесу с нимфами. В некоторых версиях этой истории пастух Аристей, увидев Эвридику, был обманут её красотой, приблизился к ней и начал её преследовать. Другие версии рассказывают, что Эвридика просто танцевала с нимфами. В любом случае, убегая или танцуя, она была укушена змеёй и мгновенно умерла.
Орфей пел о своём горе и разволновал всё живое и неживое в мире; и люди, и боги были глубоко тронуты его печалью.
В какой-то момент Орфей решил спуститься в царство мёртвых, чтобы увидеть свою жену. Версия мифа Овидия не объясняет его решение. Любой другой смертный умер бы, но Орфей, защищённый богами, отправился туда. Орфей плыл по Стиксу, мимо призраков и душ неизвестных людей. Очаровав пса Цербера, охранника царства мёртвых, Орфей предстал перед богом подземного мира Аидом (Плутоном) и его женой Персефоной.
Орфей сыграл на своей лире, растопив сердце самого Аида. Аид сказал Орфею, что он может взять Эвридику с собой, но при одном условии: она будет следовать за ним, выходя на свет из пещеры подземного мира, но он не должен смотреть на неё, прежде чем выйдет из царства мёртвых, а иначе он потеряет её навсегда.
Думая, что это простое задание для такого терпеливого человека, как он сам, Орфей был в восторге; он поблагодарил богов и ушёл вознестись обратно в мир. Однако, не услышав шагов Эвридики, он начал опасаться, что боги одурачили его. Эвридика на самом деле была позади него, но как тень, ей нужно было вернуться на свет, чтобы снова стать полноценной женщиной. Всего в нескольких шагах от выхода Орфей потерял веру и повернулся, чтобы увидеть Эвридику позади себя, но её тень была отброшена назад в царство мёртвых, теперь уже навсегда.
Орфей пытался вернуться в подземный мир, но человек не может дважды войти в царство Аида при жизни. Согласно различным версиям мифа, Орфей начал петь траурную песню под свою лиру, призывая к смерти, чтобы он мог навсегда объединиться с Эвридикой. В конечном счёте он погибает от зверей, разрывающих его на части, или от разъярённых менад. Согласно другой версии, Зевс решил ударить его молнией, опасаясь, что Орфей раскроет людям тайны подземного мира. После чего он воскрешается и начинает новую жизнь
В любом случае, Орфей умер, но музы решили сохранить память о нём среди живых людей, чтобы петь вечно, очаровывая всех своими прекрасными мелодиями.

## Версии
- Классическая версия Вергилия из «Георгик»;
- версия Овидия из «Метаморфоз»

и другие.

## Сюжет в искусстве

### Музыка
- «Эвридика», опера Якопо Пери (1600)
- «Орфей», опера Клаудио Монтеверди, (1607)
- «Орфей и Эвридика», опера К. В. Глюка (1762)
- «Орфей и Эвридика, или Душа философа[англ.]», опера Йозефа Гайдна (1791)
- «Орфей и Эвридика», мелодрама Е. И. Фомина (1792)
- «Орфей и Эвридика», опера Эрнста Кшенека (1923)
- «Орфей», симфоническая поэма Ференца Листа (1854)
- «Орфей в аду», оперетта Жака Оффенбаха (1858)
- «Орфей и Эвридика», зонг-опера Александра Журбина (1975)
- «Orphée[англ.]», десятый студийный альбом исландского композитора Йоханна Йоханнссона, вдохновленный одноимённым фильмом Жана Кокто и мифом об Орфее в интерпретации Овидия.
- «Орфей», песня группы Комсомольск (2017)
- «Хипхопера: Орфей & Эвридика», альбом исполнителя Noize MC (2018)
- «Орфей», рок-опера Ольги Вайнер (2020)
- "Passion" Дюсапен

### Живопись
- «Орфей, Эвридика и Аристей» Якопо дель Селлайо (1475—1480)
- «Пейзаж с Орфеем и Эвридикой» Никола Пуссена (1650—1651)
- «Орфей и Эвридика» Федерико Червелли[англ.]
- «Орфей, выводящий Эвридику из царства мертвых» Камиля Коро.

### Кино
- «Орфей» (1949) и «Завещание Орфея» (1960), реж. Жан Кокто.
- «Чёрный Орфей», реж. Марсель Камю (1959)
- “Kaos”, Netflix (2024)
- Песочный человек - 2 сезон (Sandman 2025) Netflix